# شبرق لزج
الشبرق اللزج (باللاتينية: Ononis viscosa) نوع نباتي ينتمي إلى جنس الشبرق من الفصيلة البقولية.

## الموئل والانتشار
موطنه المناطق المتوسطية من الوطن العربي (المشرق العربي والمغرب العربي وشمال وادي النيل) ومعظم مناطق جنوب أوروبا.